# Хамид Кукић
Хамид Кукић, (Кнежина, код Соколца, 1. јун 1893 —  Сарајево, 26. јануар 1967) био је српски и југословенски публициста. 
борац

## Биографија
У родном мјесту завршио је основну школу, а четири разреда гимназије у Сарајеву, гдје је уписао Трговачку академију. Учланио се у „Српско-хрватску националистичку омладину“. Kao стипендиста „Гајрета“ (1910–1913), Кукић је био један од вођа Срба муслимана прије Првог свјетског рата и један од главних сарадника друштва „Гајрет” и истоименог листа. 
Као симпатизер Младе Босне, послије Сарајевског атентата ухапшен је и послат у логор, а 1915. мобилисан у аустроугарску војску и упућен на фронт у Галицију. За то вријеме суд у Травнику донио је одлуку да му се као револуционару суди послије рата. У Галицији се предао Русима 1916. и у Одеси приступио 1. српској добровољачкој дивизији. Као добровољац отишао је 1917. на Солунски фронт. 
Послије рата двије године је студирао у Паризу, у школи политичких наука, такође као стипендиста „Гајрета“. Вратио се у Сарајево 1920. и постао секретар „Гајрета“, а 1924-1927. те од 1931. до Априлског рата 1941. био је уредник овог листа. На изборима за Уставотворну скупштину 1920. био је на листи Муслиманске тежачке странке. Успјеха није било, а странка је ускоро нестала. Као резервни официр борио се у Априлском рату. Нијемци су га убрзо заробили и одвели у заробљенички логор, у коме је остао до краја рата 1945. године. 
Послије рата наставио је активности у „Гајрету“, који је преименован у „Препород“. Кад су сва национална друштва укинута (1949), постао је директор Вакуфске дирекције Народне Републике Босне и Херцеговине. Био је члан Народног фронта и Општинског одбора СУБНОР-а у Сарајеву, посланик Народне скупштине НР БиХ и члан Врховног сабора, савјетник Врховног исламског старјешинства и главни и одговорни уредник „Гласника Врховног исламског старјешинства“ 1950–1954. и 1958–1960, кад је пензионисан. 
Одликован је Орденом братства и јединства I реда (1960).